# Peter Diehl (Turner)
Peter Diehl (* 13. November 1950 in Westerhorn) ist ein deutscher Turner.

## Leben
Peter Diehl ist der Zwillingsbruder des Turners Manfred Diehl, ebenfalls mehrfacher Deutscher Meister. Beide waren Mitglieder des ETSV Gut Heil Itzehoe, ab 1976 Mitglieder und Mannschaftsmeister in der Deutschen Turnliga mit der Siegerländer Kunstturnvereinigung in den Jahren 1978 und 1979 und auch zusammen Mitglieder des MTV Hörnerkirchen, der 2001 im SV Hörnerkirchen aufging, und turnen heute noch zusammen in der Show-Turngruppe „Los Barros“.
Peter Diehl studierte Sportwissenschaften an der Johannes Gutenberg-Universität Mainz und ist Diplomsportlehrer in Siegen. Er ist mehrfacher Deutscher Meister, unter anderem 1973 im Pferdsprung, 1978 im Achtkampf, und nahm 1974 an den Turn-Weltmeisterschaften in Warna teil.